# Clusiodes melanospilus
Clusiodes melanospilus är en tvåvingeart som beskrevs av Mitsuhiro Sasakawa 1987. Clusiodes melanospilus ingår i släktet Clusiodes och familjen träflugor. Inga underarter finns listade i Catalogue of Life.